# Список умерших в 842 году

## Январь
- 5 января — Аль-Мутасим Биллах (47), багдадский халиф (833—842) из династии Аббасидов.
- 20 января — Феофил, византийский император (829—842) из Аморейской династии.
- 22 января — Бернард Вьеннский, святой католической церкви и архиепископ Вьеннский.

## Март
- 20 марта — Альфонсо II, король Астурии (791—842).

## Август
- 24 августа — Император Сага (55), 52-й император Японии (809—823).

## Дата смерти неизвестна или требует уточнения
- Алпин II, король Дал Риады (839—842).
- Бруде VI, король пиктов (842).
- Вурад, король пиктов (839—842).
- Идваллон ап Гургант, король Гвента (810—842).
- Киниод II, король пиктов (842).
- Ландарма, последний царь Тибетской империи (838—842).
- Лю Юйси, китайский литератор (поэт и прозаик) эпохи империи Тан.
- Нух ибн Асад, правитель Самарканда (819—842) из династии Саманидов.
- Саид ибн Мансур, хафиз, имам, толкователь Корана, хадисовед, автор Сунана.
- Феофоб, византийский полководец в правление императора Феофила.